# Lingui
Lingui är ett härad i Gulins stad på prefekturnivå i den autonoma regionen Guangxi i sydligaste Kina.